# Cariris-xocós

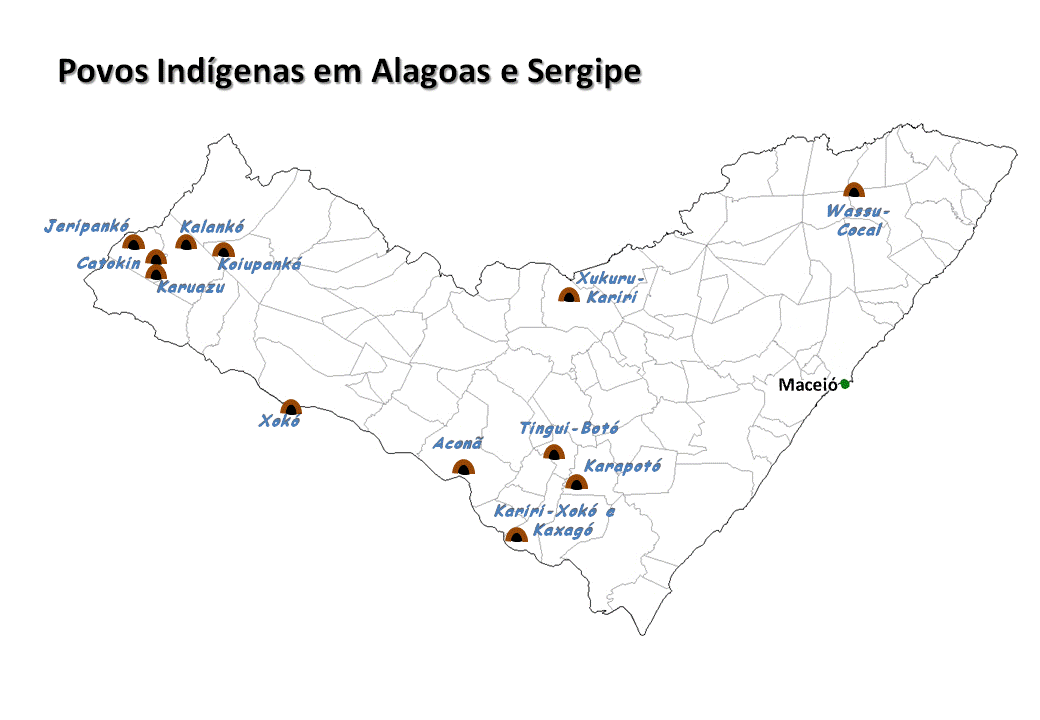
Povos Indígenas em Alagoas e Sergipe.

Os Cariris-Xocós (ou Kariri-Xocó) são um grupo indígena brasileiro que habita na margem esquerda do rio São Francisco, nos limites do município de Porto Real do Colégio, no estado de Alagoas, mais precisamente na Área Indígena Kariri-Xocó, a qual foi delimitada como de posse indígena permanente através da Portaria n. 600 de 25-11-91. Pelo Decreto de 4 de outubro de 1993 a área foi homologada com 699,35 ha (PETI/MN). 
Atualmente, segundo dados Siasi/Sesai de 2020 são aproximadamente 2334  indígenas que constituem a comunidade. Os Kariri-Xocó são originários da fusão de diversos grupos indígenas que no final do século XIX buscaram refúgio no aldeamento dos Kariris de Colégio, entre eles os Xocó, Fulni-ô, Natu, Caxagó, Aconã, Pankararu, Karapotó e Tingui-Botó.
A língua dos Kariri-Xocó pertence ao grupo dialetal Dzubukuá e representa a fusão de uma variedade de agrupamentos tribais segregados pela colonização e catequese jesuíticas. Atualmente, a comunidade ainda preserva tradições rituais como a dança do Toré e produção de artesanatos. O ensino da linguagem é feito através de aulas ministradas na escola Subatekié Nunú criada dentro do território Kariri-Xocó. Como recurso pedagógico extra-aula, a escola conta ainda com grupos de whatsapp que praticam a associação de termos com emojis, entre outras estratégias. Formadores da comunidade também mantém sites e um canal no youtube voltados para o ensino da linguagem. 
Em relação a tradição ritual do Toré,  ela se manifesta através de um conjunto de cantos e danças indígenas que expressam os acontecimentos históricos e culturais da comunidade, apresentando em forma de arte a sua perspectiva dos fenômenos naturais do universo tribal. O instrumento musical maracá é tocado de acordo com os batimentos cardíacos do coração, respeitando e seguindo o ritmo da vida. Quem traz o maracá na mão, está com o Planeta Terra em miniatura, simbolizada no coité. Girar este instrumento na mão é movimentar o mundo, trazendo o dia, a noite, faz mudar as estações – Verão, Outono, Primavera e Inverno. Os círculos dos movimentos da dança representam a circunferência da Terra, do sol. 

A área indígena passou recentemente a contar no seu território com uma nova instituição educacional, a Escola Estadual Indígena Pajé Francisco Queiroz Suíra, com estrutura moderna,  unidade atenderá 650 alunos da comunidade buscando contribuir com a manutenção da cultura da comunidade. 

## Ligações Externas
- Acervo Etnográfico Museu do Índio - Cariris-xocós